# Challis (Idaho)
Challis es una ciudad ubicada en el condado de Custer en el estado estadounidense de Idaho. En el año 2010 tenía una población de 1081 habitantes y una densidad poblacional de 230 personas por km². Se encuentra a orillas del río Salmon, el principal afluente del río Snake, a su vez, el principal afluente del Columbia.

## Geografía

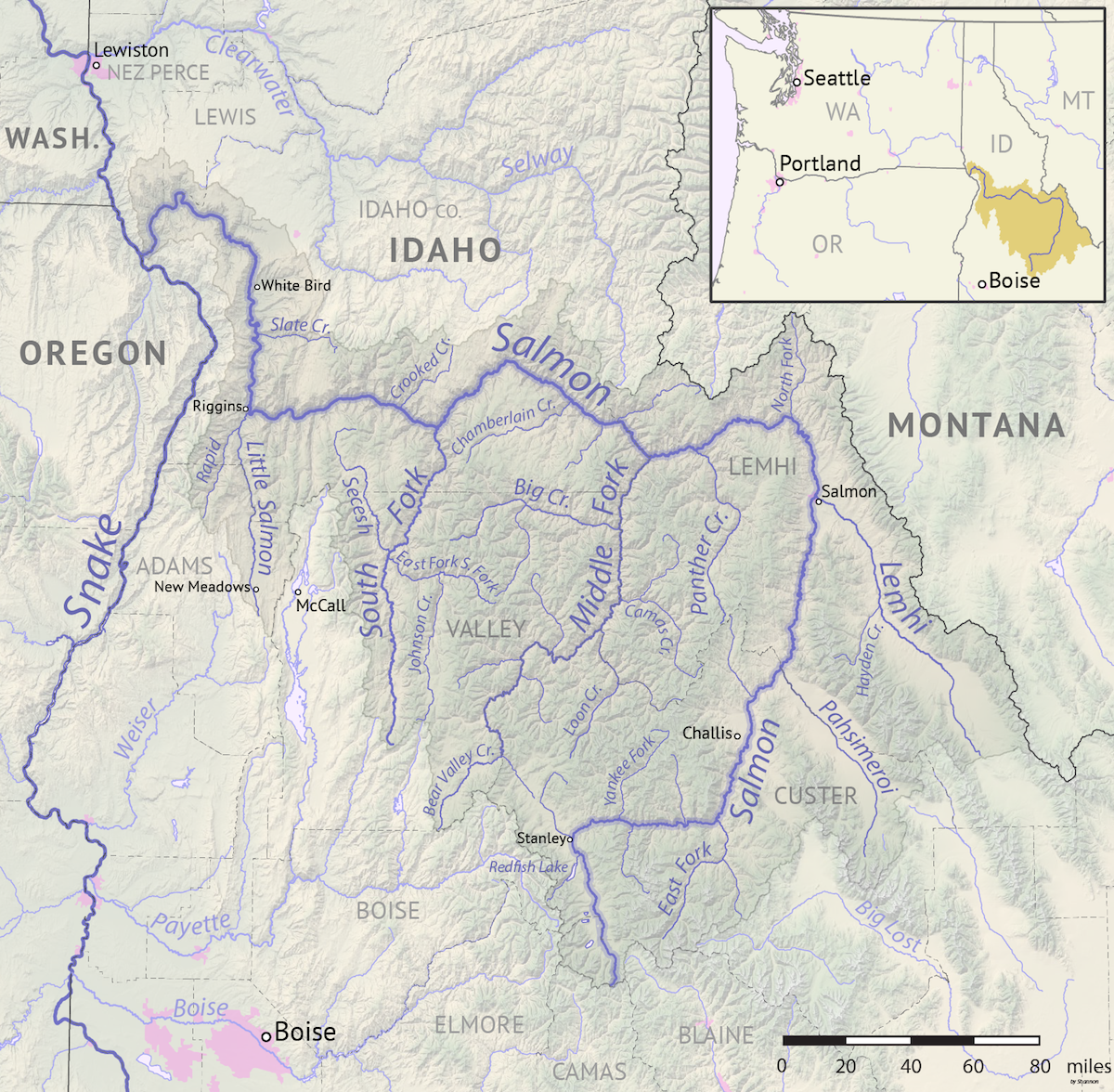
Mapa del río Salmon donde aparece Challis sobre el curso alto del mismo

Challis se encuentra ubicado en las coordenadas 44°30′15″N 114°13′42″O / 44.50417, -114.22833. Según la Oficina del Censo, la localidad tiene un área total de 4,7 km² (1,8 mi²), de la cual 4,6 km² (1,8 mi²) es tierra y 0,1 km² (0 mi²) (1.11%) es agua.

## Demografía
En el 2000 la renta per cápita promedia del hogar era de $29,904, y el ingreso promedio para una familia era de $39,444. En 2000 los hombres tenían un ingreso per cápita de $38,250 contra $21,964 para las mujeres. El ingreso per cápita para la localidad era de $15,803. Alrededor del 12.7% de la población estaba bajo el umbral de pobreza nacional.